# 바비 디필드
바비 디필드(Bobby Deerfield)는 미국에서 제작된 시드니 폴락 감독의 1977년 드라마 영화이다. 에리히 마리아 레마르크의 소설 《하늘은 은총을 베풀지 않는다》를 바탕으로 제작되었다. 알 파치노 등이 주연으로 출연하였고 시드니 폴락 등이 제작에 참여하였다.

## 출연

### 주연
- 알 파치노
- 마르트 켈러
- 아니 뒤프레
- 월터 맥긴

### 조연
- 로몰로 발리
- 제이미 산체즈
- 믹키 녹스
- 도로시 제임스

## 제작진
- 원작자: 에리히 마리아 레마르크
- 미술: 스티븐 B. 그림스
- 의상: 버니 폴락